# 走者
走者（そうしゃ）とは、野球・ソフトボール・クリケットなどで、塁（クリケットではウィケット）に向かって走る攻撃側の選手である。英語では runner（ランナー）という。野球では、公認野球規則の定義68が走者を定義している。
以下では野球を基準にして述べる。

## 概要
打者は、フェアボールを打つか、四球や死球、振り逃げ、捕手や野手による打撃妨害など何らかのプレーによってバッタースボックスを離れ一塁に向かうことで走者となる。特に一塁に達するまでの走者を打者走者（だしゃそうしゃ）またはバッターランナーと呼んで区別することもある。
走者は、ボールインプレイの元では常に進塁を試みることができ、一塁・二塁・三塁・本塁の順に進む。走者が正規に走塁し本塁に触れると、攻撃側に1点が与えられる。ただし、飛球が捕らえられたときは、走者はリタッチ（投球当時に占有していた塁まで戻って、塁に触れ直すこと）をしなければならない。リタッチのためなどの理由で逆走する必要がある場合は、進塁とは逆の順で本塁・三塁・二塁・一塁の順に戻らなければならない。
進塁または帰塁の途中、何らかの理由でアウトになると、グラウンドから退かなければならない。

## 走者がアウトになる場合
次の場合、走者はアウトになる。
- 走者が塁を離れている状態で、野手に触球された場合。
  - ただし、打者走者が一塁を駆け抜けたときは、二塁に向かう意思がないと審判員が判断した場合に限り、ただちに一塁に戻ることを条件として、触球されてもアウトにならない。二塁に向かうそぶりが少しでもあれば、触球されるとアウトになる。審判員の判断の基準は「打者走者に二塁へ向かう意思があるか否か」であって、打者走者がいる場所（フェア地域側かファウル地域側か）を判断の根拠としてはならない。
- 一塁に触れた走者が、塁と塁とを結ぶ線（ベースパス）を離れ、明らかに走塁放棄したと審判員が判断した場合。
- 走者が野手の触球を避けようとして、基準となる線から3フィート（約91センチメートル）以上離れた場合。
  - 基準となる線についての詳細は、スリーフットラインの項を参照。
- 走者が送球を故意に妨げたり、打球を処理しようとしている野手の妨げになったりした場合。
- フェアの打球が、フェア地域で走者に触れた場合。
  - ただし、その打球が既に内野手（投手を含む）に触れている、または内野手（投手を除く）の股間や側方を通過していて他のどの内野手にも守備機会がないと考えられる場合については、その打球が走者に触れたという理由ではアウトにはならない。
- 走者が、前位の走者（前に位置すべき走者）に先んじてしまった場合。
  - 具体的には前位の走者を追い越した場合や、飛球を捕らえられたなどの理由で逆走しなければならないときに前位の走者に追い越されてしまった場合である。どちらがどちらを追い抜いた形になったのであっても、常に後位の走者がアウトになる。
- 同時に一つの塁に2人の走者が触れているときに、その後位の走者が野手に触球された場合。
  - 塁の占有権はその前位の走者に与えられているので、後位の走者は触球されるとアウトになる[3]。ただし、前位の走者がフォースの状態（走者が、打者が走者となったために元の塁を明け渡して次の塁に進まなければならない状態）にある場合を除く[4]。
- フォースの状態に置かれている走者が次の塁に達するまでに、ボールを持った野手が走者または進塁すべき塁に触球した場合。これをフォースアウトという。
  - 走者がフォースの状態にあるときは、元の塁の占有権は失われている。そのためフォースの状態にある走者は、元の塁に触れていても走者または進塁すべき塁に触球されればアウトになる。
- 正しく次の塁に達している走者が、守備側を混乱させる目的でわざと逆走したと審判員が判断した場合。
- ベースコーチが走者の身体に触れて、走塁を肉体的に援助した場合。

### アピールアウト
次の場合、守備側から審判員にアピールがあれば、走者はアウトになる。
- 飛球が捕らえられた際に、走者がリタッチをしていない場合（飛球が捕らえられる前にすでに離塁していたり、タッグアップのタイミングが早かった場合など）
  - 飛球が捕らえられる前にすでに離塁していた走者がまさに帰塁をしようとしている場合には、アピールが省略され、塁への触球のみで走者が直ちにアウトになることが多い。
- 走者が塁を空過した（踏み損ねた）とき。[5]
  - 次の塁を越えてから最初にいた塁に戻る場合も、その逆の順に触れ直さなければならない。例えば、一塁走者が二塁を回った先から一塁に戻る場合、二塁に触れて一塁に戻る必要がある。また、このようなケースの往路で二塁を空過していた場合も同様に、復路で二塁に触れていないと空過扱いとなる。
- 一塁を駆け抜けた打者走者が直ちに一塁に帰ってこないとき。
- 本塁に突入した走者が、本塁に触れておらず、しかも触れなおそうともしていないとき。

このようなプレイはアピールプレイと呼ばれ、アピールプレイによるアウトはアピールアウトと呼ばれる。アピールプレイでは、野手は、走者または目的の塁に触球して審判員に分かるように動作や言葉でアピールすることが要求される。
アピールプレイは「塁に触球してアウトにする」プレイであるが、アピールアウトはフォースアウトではないので、両者は厳密に区別される必要がある。ただし、状況によってはアピールプレイによるアウトがフォースアウトであることもある（例として、二死満塁でフェンスオーバーの本塁打を打った際に一塁走者が二塁を空過していたとき、守備側がアピールし審判員がこれを認めれば、そのアウトはフォースアウトになり、本塁打による得点は取り消される）。
また、フォースアウトでない第3アウトが成立してイニングが終了しても、それ以外に有利なアピールプレイが残っている場合、守備側がイニング終了後でもアピールプレイを行えば、すでに成立した第3アウトと置き換えることができる（第4アウト）。この件を題材にしたものに、水島新司の漫画『ドカベン』で描かれた「ルールブックの盲点の1点」がある。

## 走者が安全に進塁できる場合
本塁打やボークなどのプレイの状況によって、走者はアウトにされる恐れなく進塁することができる場合がある。これを安全進塁権という。
ボールデッド（プレイ中断）の下で安全進塁権が与えられたときは、与えられた塁以上に進むことは認められない。そのため、例えば一・二塁間に一塁走者と打者走者の二人がいたときに2個の安全進塁権が与えられた場合は、一塁走者は三塁まで進めるが、打者走者は二塁までしか進めない。
ボールインプレイ（プレイ継続中）の下で安全進塁権が与えられたときは与えられた塁より先に進んでも構わないが、与えられた塁に達した段階でその走者は安全ではなくなる（それ以降の離塁はアウトにされる可能性がある）。なお、与えられた塁を空過した（踏み損ねた）場合でも、その塁には達したものとみなされる。
また、打者に一塁が与えられた場合は、打者に一塁を明け渡すために進塁しなければならなくなった走者は安全に次の塁へ進むことができる。いわゆる四死球による押し出しは典型的な例である。
安全進塁権についての詳細は、安全進塁権の項を参照のこと。

## 一塁への全力疾走
日本のプロ野球などでは打者走者が明らかにアウトになりそうな場合や単打で出塁できそうな場合は一塁まで全力では走らずに、ゆっくりと一塁まで走ることも少なくない。明らかにアウトになりそうな場合でも失策によりアウトを免れる可能性が無いわけではないことや、常に全力でプレーする姿勢が大切だという見地から、一塁まで全力で走らないプレーは非難の対象になることやチームとして厳しく律することもある。